# Sant'Agata Feltria
Sant'Agata Feltria là một đô thị ở tỉnh Pesaro và Urbino trong vùng Marche, nằm cách 110 km về phía tây bắc của Ancona và khoảng 60 km về phía tây của Pesaro. Tại thời điểm ngày 31 tháng 12 năm 2004, đô thị này có dân số 2.361 và diện tích là 79,2 km².
Sant'Agata Feltria giáp các đô thị sau: Badia Tedalda, Casteldelci, Novafeltria, Pennabilli, Sarsina, Sogliano al Rubicone, Verghereto.